# Cryptocarya rubiginosa
Cryptocarya rubiginosa är en lagerväxtart som beskrevs av William Griffiths. Cryptocarya rubiginosa ingår i släktet Cryptocarya och familjen lagerväxter. Inga underarter finns listade i Catalogue of Life.